# Abanuea
Abanuea (dt.: „Der lange bestehende Strand“) ist eine versunkene Insel, die zum Atoll Tarawa in den Gilbertinseln in der Republik Kiribati gehörte.

## Geographie
Abanuea war ein Motu des Atolls, welches früher von Fischern als Landeplatz genutzt wurde. Sie versank jedoch in den 1990er Jahren im Meer. Ein ähnliches Schicksal ereilte Tebua Tarawa 1999.